# Шаяхметов Фазулла Зайнуллович
Фазулла Зайнуллович Шаяхме́тов (башк. Фазулла Зәйнулла улы Шәйәхмәтов) — тракторист колгоспу «Комунар» Учалинського району Республіки Башкортостан, Герой Соціалістичної Праці (1966).

## Біографія
Народився 22 квітня 1929 року в селі Ішкіново Учалинського району Башкирської АРСР у селянській родині. Закінчив школу.
З 1945 року працював у колгоспі «Комунар». З 1945 року тракторист колгоспу, з 1949 року — начальник механізованого загону з вирощування зернових культур, у 1959—1989 роках — бригадир тракторної бригади. Досяг видатних успіхів у валовому зборі зерна.
У 1959—1965 роках бригада Шаяхметова заготовила зерна 923 т, урожайність зернових культур становила — 17,6 ц/га, у тому числі пшениці — 19,1. У 1965 році виробив 1250 га оранки при плані 700 га.
Жив у селі Расулево Учалинського району Башкортостану.
Усе життя пропрацював на колгоспних полях. Разом з дружиною Асмою Мухамадеєвною виростили 10 дітей: 5 синів і 5 дочок. На пенсії з 1994 року.
Помер 10 листопада 2002 року.

## Нагороди
Орден Леніна, медаль.